# Гринфилд, Хлоя
Хлоя Гринфилд (англ. Chloe Greenfield; род. 7 июля 1995, Блумфилд-Хиллз) — американская актриса.

## Биография
Хлоя Линни Эйла Гринфилд родилась 7 июля 1995 года в Блумфилд-Хилс, штат Мичиган, США. Окончила среднюю школу Эндовер. Дебютировала в кино в 2002 году с ролью Лили в фильме «8 миля». С 2006 по 2009 год Хлоя снялась в 24 эпизодах сериала «Скорая помощь», сыграв дочь доктора Тони Гейтса.

## Номинации и награды
- 2008 — номинация на премию «Молодой актёр» «Лучшая молодая актриса телесериала» за роль в сериале «Скорая помощь»[2].

## Фильмография
| Год       |   | Русское название | Оригинальное название | Роль       |
| --------- | - | ---------------- | --------------------- | ---------- |
| 2002      | ф | 8 миля           | 8 Mile                | Лили Смит  |
| 2005      | ф | 21 углевод       | 21 Carbs              | Алисия     |
| 2006      | ф | Проект 313       | Project 313           | Дана       |
| 2006—2009 | с | Скорая помощь    | ER                    | Сара Райли |
| 2011      | ф | Довиль           | Deauville             | Вирджиния  |